# Наумов, Леонид Анатольевич (робототехник)
Леонид Анатольевич Наумов (7 июля 1944 — 3 августа 2019) — российский специалист в области вычислительных комплексов, систем и сетей, моделирования радиоэлектронных устройств большой размерности, профессор, член-корреспондент РАН (2011).

## Биография
Родился 7 июля 1944 года в селе Шулец Ростовского района Ярославской области.
С 2004 по 2015 годы — директор Института проблем морских технологий Дальневосточного отделения РАН (Южно-Сахалинск).
В 2011 году избран членом-корреспондентом РАН.

## Научная деятельность
Специалист в области вычислительных комплексов, систем и сетей, моделирования радиоэлектронных устройств большой размерности.
Основные научные результаты.:
- разработана алгебра структурных чисел и новые методы анализа и синтеза систем большой размерности, применяемые при создании микроэлектронных приборов и коммуникационных систем;
- разработаны математические модели нерегулярного морского волнения, качки судна и привязного подводного объекта и способы компенсации влияния качки на глубину погружения объекта;
- обоснована бесконтактная передача электроэнергии на погруженный объект.

Вёл преподавательскую деятельность в должности профессора хабаровского Тихоокеанского государственного университета и Дальневосточного Федерального университетов.
Под его руководством защищено 12 кандидатских и 1 докторская диссертации.
Был членом редколлегии журнала «Подводные исследования и робототехника» РАН, председателем организационного комитета научно-технической конференции с международным участием «Технические проблемы освоения Мирового океана».
Автор 75 научных публикаций и изобретений.

## Награды
- Орден Дружбы (2011)[5]